# Intérêt général (think tank)
Intérêt général est un laboratoire d’idées fondé le 7 mai 2019 composé de représentants des secteurs public, privé et universitaire.

Celui-ci est proche de La France insoumise, notamment par ses liens avec l'Institut La Boétie,.
Le manifeste de l'organisation est signé par des personnalités de la vie politique et associative comme Clémence Guetté, Bernard Pignerol ou Charlotte Girard,,.

## Organisation
Intérêt général est dirigé par un secrétariat et un conseil scientifique selon un fonctionnement collégial. L'orientation des travaux est choisie collectivement en séance plénière et s'inscrit dans un champ thématique étendu, mettant en avant l'interdisciplinarité. L'organisation est divisée en pôles thématiques dirigés par un binôme paritaire de genre. Les travaux sont signés par l'organisation, préservant ainsi l’anonymat de leurs auteurs.

## Recherche
Le laboratoire se présente comme voulant fabriquer une alternative au néolibéralisme et publie plusieurs notes thématiques chaque année. Les travaux sont menés dans une approche interdisciplinaire mobilisant des chercheurs, des fonctionnaires et hauts fonctionnaires, des militants syndicaux et associatifs, des ingénieurs, des cadres du secteur privé, ainsi que des dirigeants de PME ou des professions libérales.

Ses positions marquées à gauche, notamment face au projet de réforme des retraites du gouvernement Philippe, ont inspiré des économistes comme Thomas Piketty.

## Publications
Avec l'objectif revendiqué de publier une dizaine de notes thématiques chaque année, parfois en plusieurs volets, celles-ci suscitent une certaine attention médiatique et ont été remarquées notamment par Le Monde et Le Monde diplomatique, Politis, Mediapart, ou encore dans la presse internationale par El País,,.
Ces travaux ont pour but de fédérer les revendications politiques, syndicales et associatives, s'inscrivant dans le contexte d'élections ou des mouvements sociaux et des actions quotidiennes. En outre, l'attention des formations politiques a conduit à un colloque à l'Assemblée nationale le 10 octobre 2023, sur l'invitation de députés de La France insoumise, au sujet des questions de stratégie écologique de réindustrialisation.